# Vikýřovice-Lesní
Vikýřovice-Lesní je železniční zastávka, která leží v km 16,640 jednokolejné trati Šumperk – Kouty nad Desnou (Železnice Desná). Byla otevřena 30. května 1999 v souvislosti s rekonstrukcí tratě po povodních v roce 1997. Nachází se v obci Vikýřovice u ulice Lesní (od toho název Vikýřovice-Lesní). Nástupiště zastávky je dlouhé 60 m, zastávka je vybavena přístřeškem pro cestující a je bezbariérová. Zastávka je zařazena do integrovaného dopravního systému IDSOK, neposkytuje výdej jízdenek a není zde přípoj na jinou dopravu.